# Peșteana (okręg Mehedinți)
Peșteana – wieś w Rumunii, w okręgu Mehedinți, w gminie Florești. W 2011 roku liczyła 124 mieszkańców.